# Льебо, Амбруаз Огюст
Амбруаз Огюст Льебо (фр. Ambroise-Auguste Liébeault; 1823, Фавьер (Мёрт и Мозель) — 18 февраля 1904, Нанси) — бывший французский врач, получивший всеобщее признание как основатель знаменитой школы, которая стала известна как «Школа Нанси» или «Школа внушения» (с целью отличить её от Сальпетриера — «Парижской школы» или «Школы истерии» Жана Мартена Шарко), он, по мнению многих, является отцом современной гипнотерапии.
«Школа Нанси» считает, что гипноз — это нормальное явление индуцированного внушения, в отличие от мыслей ранних школ, которые считали гипнотический транс проявлением магнетизма, истерии или психо-физиологическим явлением.

## Биография
Амбруаз Огюст Льебо родился в Фавьере, небольшом городе в регионе Лотарингии, Франция, 16 сентября 1823 года. Он завершил своё медицинское образование в Страсбургском университете в 1850 году в возрасте 26 лет. Затем он проходил практику в коммуне Пон-Сен-Венсан, недалеко от города Нанси.
Позже его мысли стали центральной точкой для организации, которая стала известна как Школа Нанси в сотрудничестве с доктором Ипполитом Бернхеймом, известным профессором Медицинской школы в Нанси.
На Льебо косвенно повлияли идеи аббата Фариа (1746—1819) и Александра Жака Франсуа Бертрана (1795—1831).
Он находился под сильным влиянием идей шотландского хирурга Джеймса Брейда (1795—1860), познакомившись с Брейдом и его работами посредством его дружбы с главным французским учеником Брейда из Бордо, Этьеном Эженом Азамом (1822—1899).
Его первая книга, «Le sommeil et les états analogues, considérés surtout du point de vue de l’action du moral sur le physique» (Сон и его аналоги, в основном рассматриваемые с точки зрения воздействия ума на тело), была опубликована в 1866 году. Она была переиздана почти в такой же форме в 1889 году как «Le sommeil provoqué et les états analogues» (Индуцированный сон и состояния, аналогичные ему).
Он умер 18 февраля 1904 года в возрасте 80 лет.

## Наследие
В своё время Зигмунд Фрейд и Эмиль Куэ пришли в Школу Нанси под влиянием Льебо.
Куэ достаточно подробно изучал труды Льебо и Бернхейма в Нанси в течение длительного периода времени, Фрейд же просто посетил Нанси и наблюдал за работой Бернхейма.
Отто Георг Веттерстранд (1845—1907) также в значительной степени поддался влиянию Льебо.

## Комментарии и примечания
1. 1 2  Ambroise Auguste Liebault // GeneaStar
2. ↑  Ambroise Auguste Liebault // Base biographique (фр.) — BIU Santé.
3. ↑  Существует довольно много ошибочных вариантов (особенно английских) транслитерации фамилии с французского в различной литературе, в русском языке его фамилия наиболее часто пишется как Льебо.
4. ↑  По данным масштабного доклада (от 16 декабря 1859 г.), «Гипноз — важное медицинское открытие» от парижского корреспондента «New York Herald», опубликованного в четверг, 5 января 1860 года изданием «Herald» (с.5), Азам был также ответственным за обучение методам Брейда Поля Брока (1824—1880). Брока впоследствии выполнил ряд операций с использованием гипнотических техник Брейда (однако, он не использовал месмеризма как Эсдейл) для анестезии, известный французский хирург, Вельпо, был настолько впечатлён, что зачитал доклад об экспериментах Брока Французской Академии наук.
5. ↑  Широко аннотированный перевод текста на английский язык в 1889 году опубликовал «Carrer» (2002), с.24—275.
6. ↑  По Бодуэну и Лестчински (1924, с.153) — Бодуэн был также значительной фигурой «Школы Нанси» — Фрейд, «который должен был стать лидером новой школы (психоанализа), работал в Сальпетриере под руководством Шарко [и] был свидетелем некоторых из экспериментов Бернхейма в Нанси» (с.153, курсивом).
7. ↑  Бьер. Der Hypnotismus und seine Anwendung in der praktischen Medicin / Веттерстранд. — 1920. — С. 43—82.